# Szczęśliwy pies
Szczęśliwy pies (ang. The Lucky Dog) – amerykański film z 1921 roku w reżyserii Jessa Robbinsa, pierwszy film  z udziałem Stana Laurela i Olivera Hardy'ego (późniejszego duetu komików Flip i Flap).

## Obsada
- Oliver Hardy
- Stan Laurel